# Comuna Ogra, Mureș
Ogra (în maghiară Marosugra) este o comună în județul Mureș, Transilvania, România, formată din satele Dileu Vechi, Giuluș, Lăscud, Ogra (reședința) și Vaideiu.

## Demografie
Componența etnică a comunei Ogra
     Romi (40,46%)
     Români (33,7%)
     Maghiari (15,85%)
     Alte etnii (0%)
     Necunoscută (9,99%)
Componența confesională a comunei Ogra
     Ortodocși (70,39%)
     Reformați (12,37%)
     Romano-catolici (2,95%)
     Penticostali (1,47%)
     Greco-catolici (1,27%)
     Alte religii (1,23%)
     Necunoscută (10,32%)
Conform recensământului efectuat în 2021, populația comunei Ogra se ridică la 2.442 de locuitori, în creștere față de recensământul anterior din 2011, când fuseseră înregistrați 2.387 de locuitori. Cei mai mulți locuitori sunt romi (40,46%), cu minorități de români (33,7%) și maghiari (15,85%), iar pentru 9,99% nu se cunoaște apartenența etnică. Din punct de vedere confesional, majoritatea locuitorilor sunt ortodocși (70,39%), cu minorități de reformați (12,37%), romano-catolici (2,95%), penticostali (1,47%) și greco-catolici (1,27%), iar pentru 10,32% nu se cunoaște apartenența confesională.

## Politică și administrație
Comuna Ogra este administrată de un primar și un consiliu local compus din 11 consilieri. Primarul, Teodor Neacșa[*], de la Partidul Social Democrat, este în funcție din octombrie 2020. Începând cu alegerile locale din 2024, consiliul local are următoarea componență pe partide politice:
|  | Partid                                 | Consilieri | Componența Consiliului | Componența Consiliului | Componența Consiliului | Componența Consiliului |
|  | -------------------------------------- | ---------- | ---------------------- | ---------------------- | ---------------------- | ---------------------- |
|  | Partidul Social Democrat               | 4          |                        |                        |                        |                        |
|  | Partidul Național Liberal              | 2          |                        |                        |                        |                        |
|  | Uniunea Democrată Maghiară din România | 2          |                        |                        |                        |                        |
|  | Partida Romilor „Pro Europa”           | 1          |                        |                        |                        |                        |
|  | Uniunea Salvați România                | 1          |                        |                        |                        |                        |
|  | Partidul Phralipe al Romilor           | 1          |                        |                        |                        |                        |

## Atracții turistice
- Biserica de lemn din Vaideiu
- Castelul Haller din satul Ogra
- Monumentul Eroilor, Ogra

## Stema
Stema comunei Ogra se compune dintr-un scut triunghiular cu marginile rotunjite, tripartit în pal. În treimea centrală, în câmp roșu, se află un spic de grâu de aur și o cruce de argint. În cele două treimi simetric laterale, în câmp albastru, se află o cruce catolică și o piesă reprezentând cultul reformat, de argint; treimile sunt traversate de o bandă undată de argint. Scutul este trimbrat de o coroană murală de argint cu un turn crenelat. Cele trei piese religioase sugerează armonia în credință (romano-catolică, reformată, greco-catolică, ortodoxă) a locuitorilor. Spicul de grâu semnifică ocupația de bază, agricultura, iar banda undată reprezintă râul Mureș. Coroana murală cu un turn crenelat semnifică faptul că localitatea are rangul de comună.

## Personalități
- János Komán⁠(hu)[traduceți] (1944), redactor, profesor
- George Guțiu (1924-2011), arhiepiscop greco-catolic

## Vezi și
- Biserica de lemn din Vaideiu
- Castelul Haller din Ogra
- Râul Mureș între Morești și Ogra (sit de importanță comunitară)

## Imagini

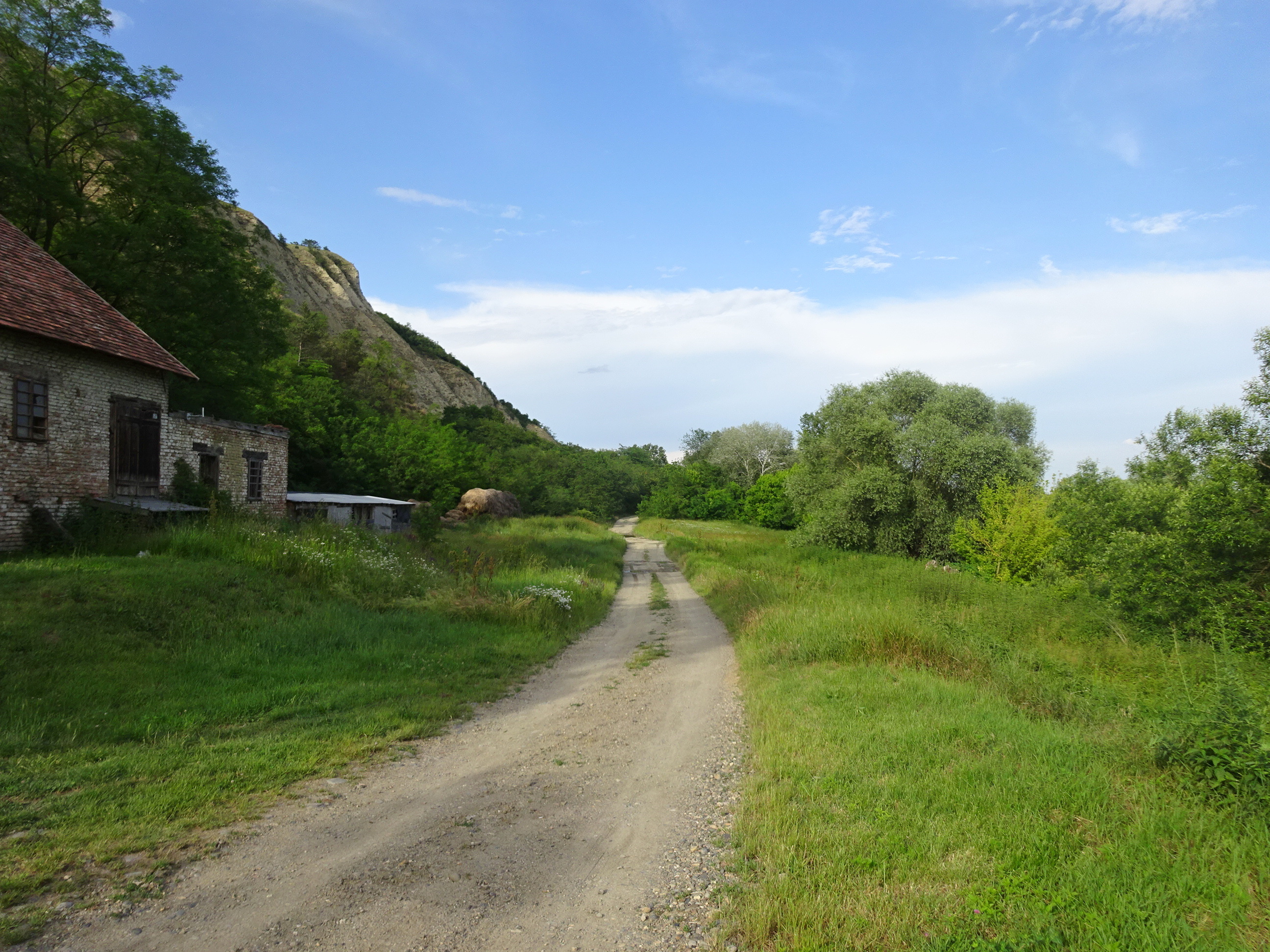
„Drumul” Dileu Nou-Ogra
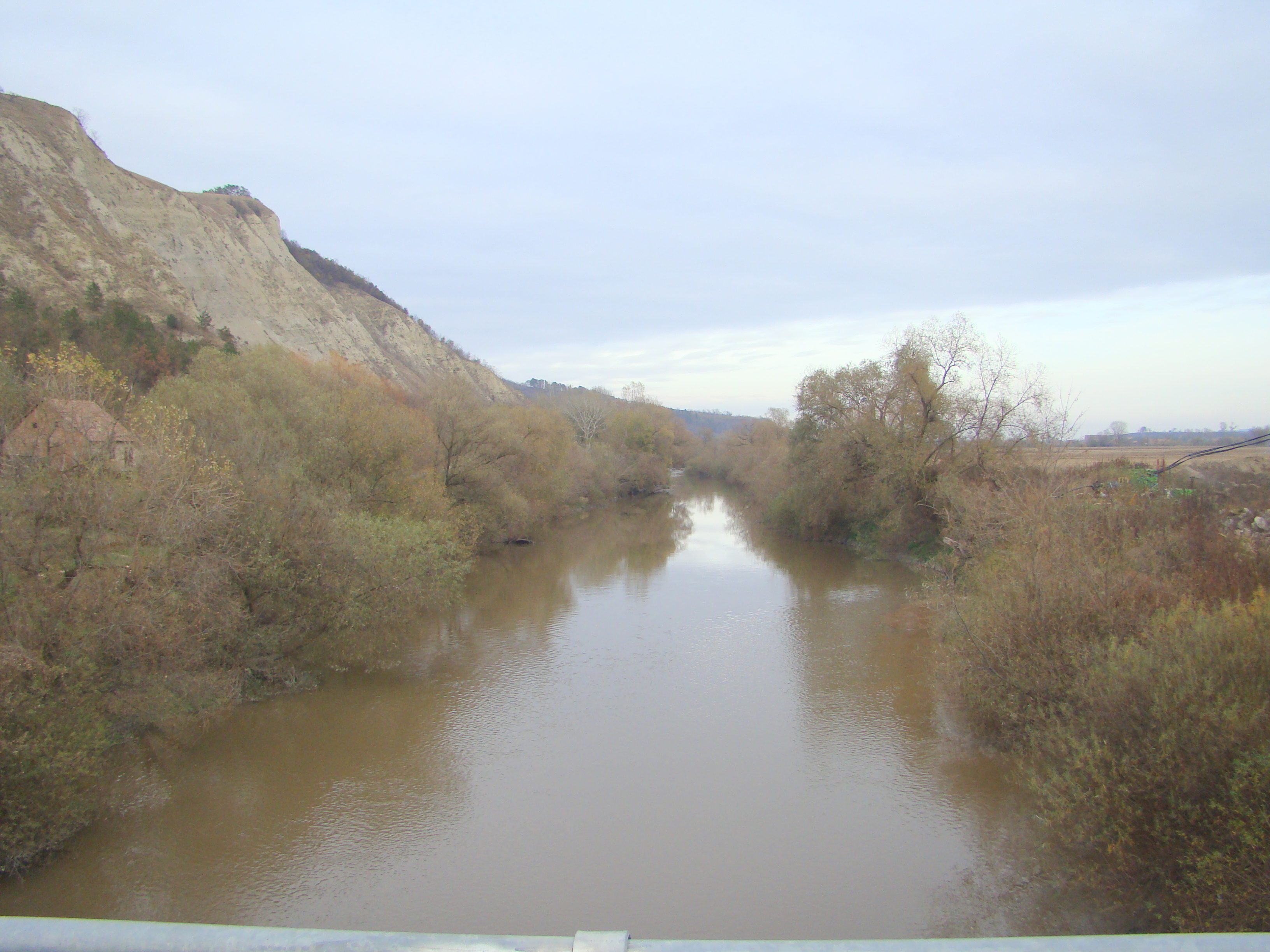
Râul Mureș la Ogra
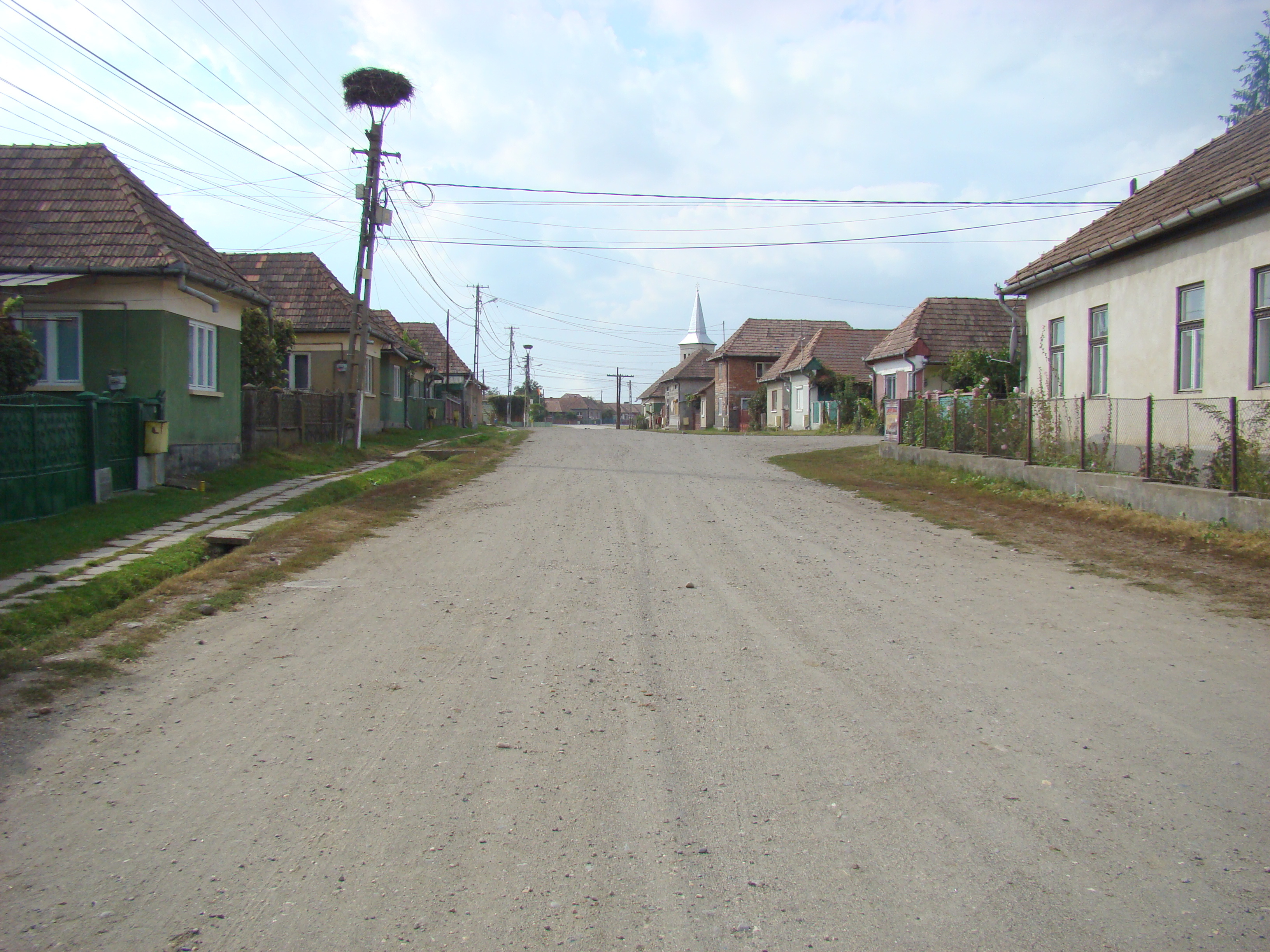
Ogra
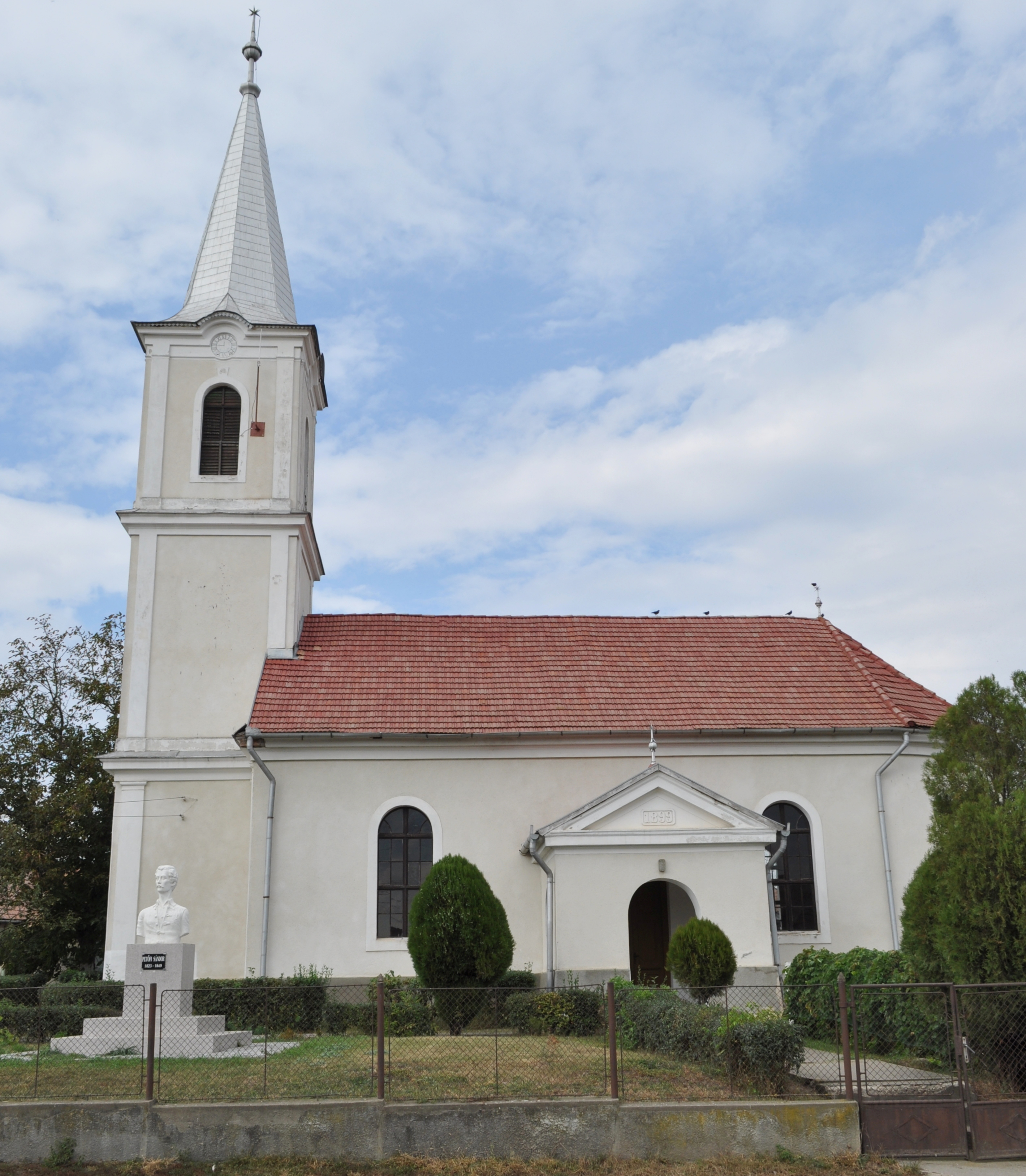
Biserica reformată
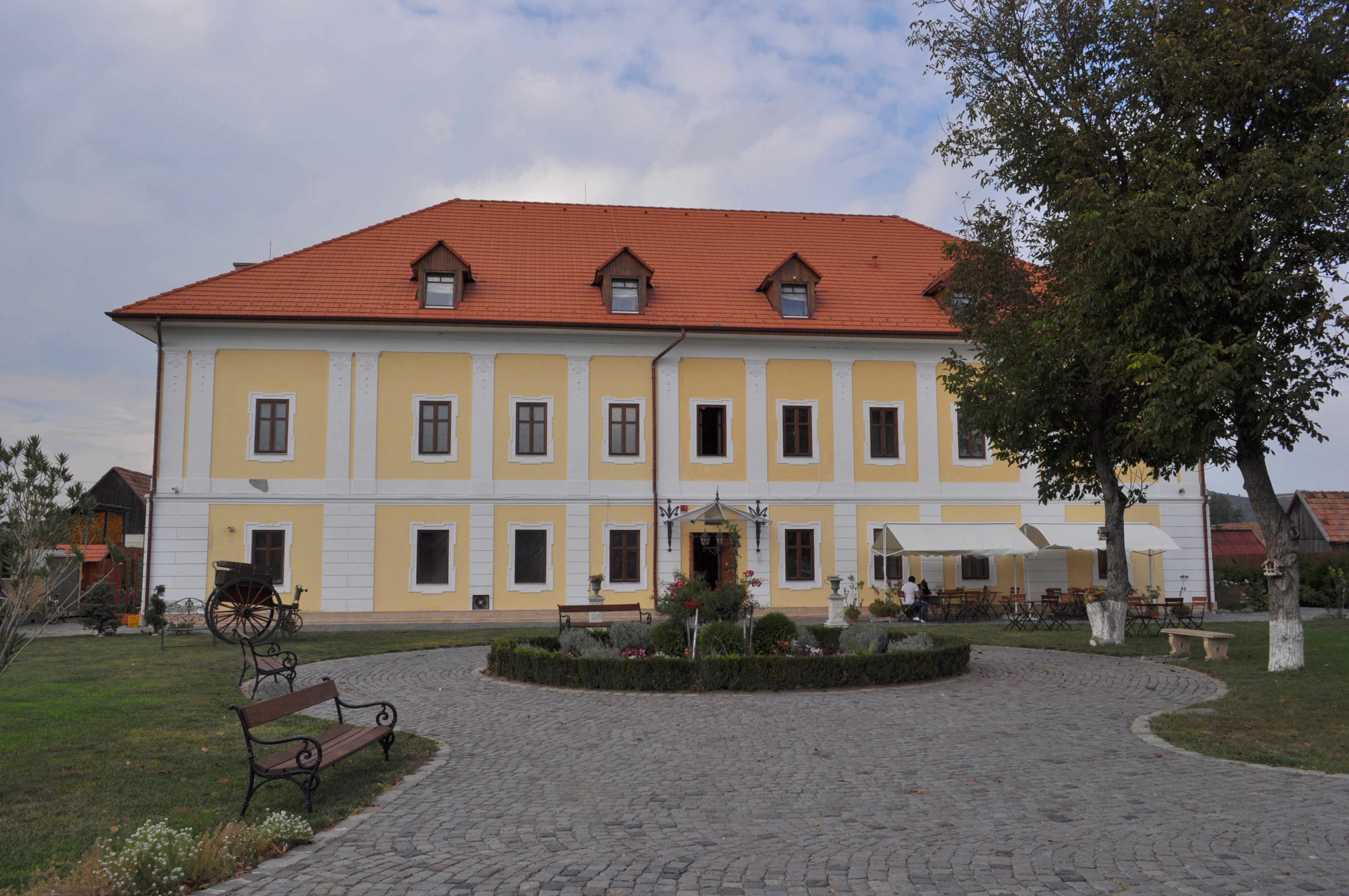
Castelul Haller din Ogra
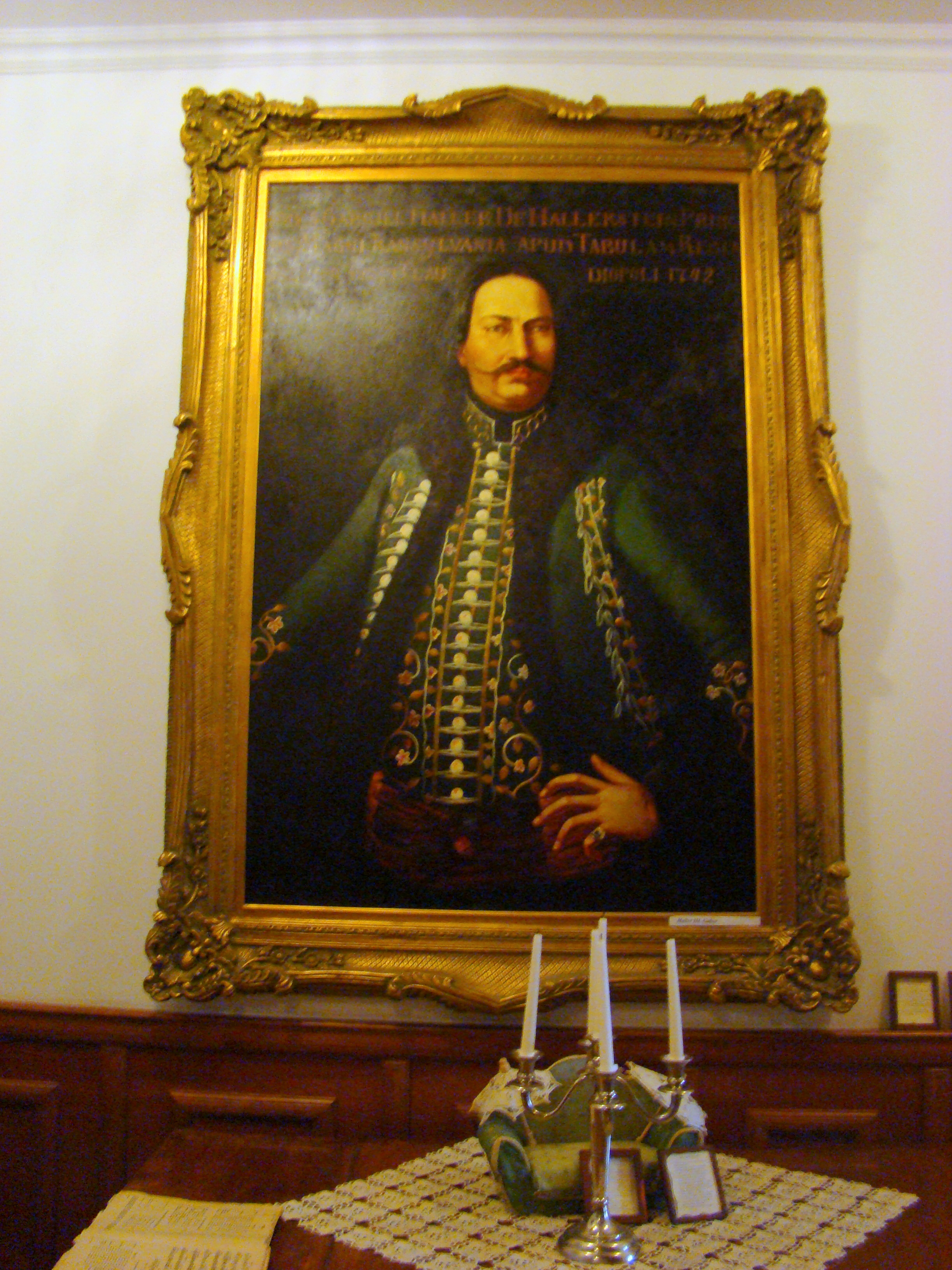
Castelul Haller din Ogra
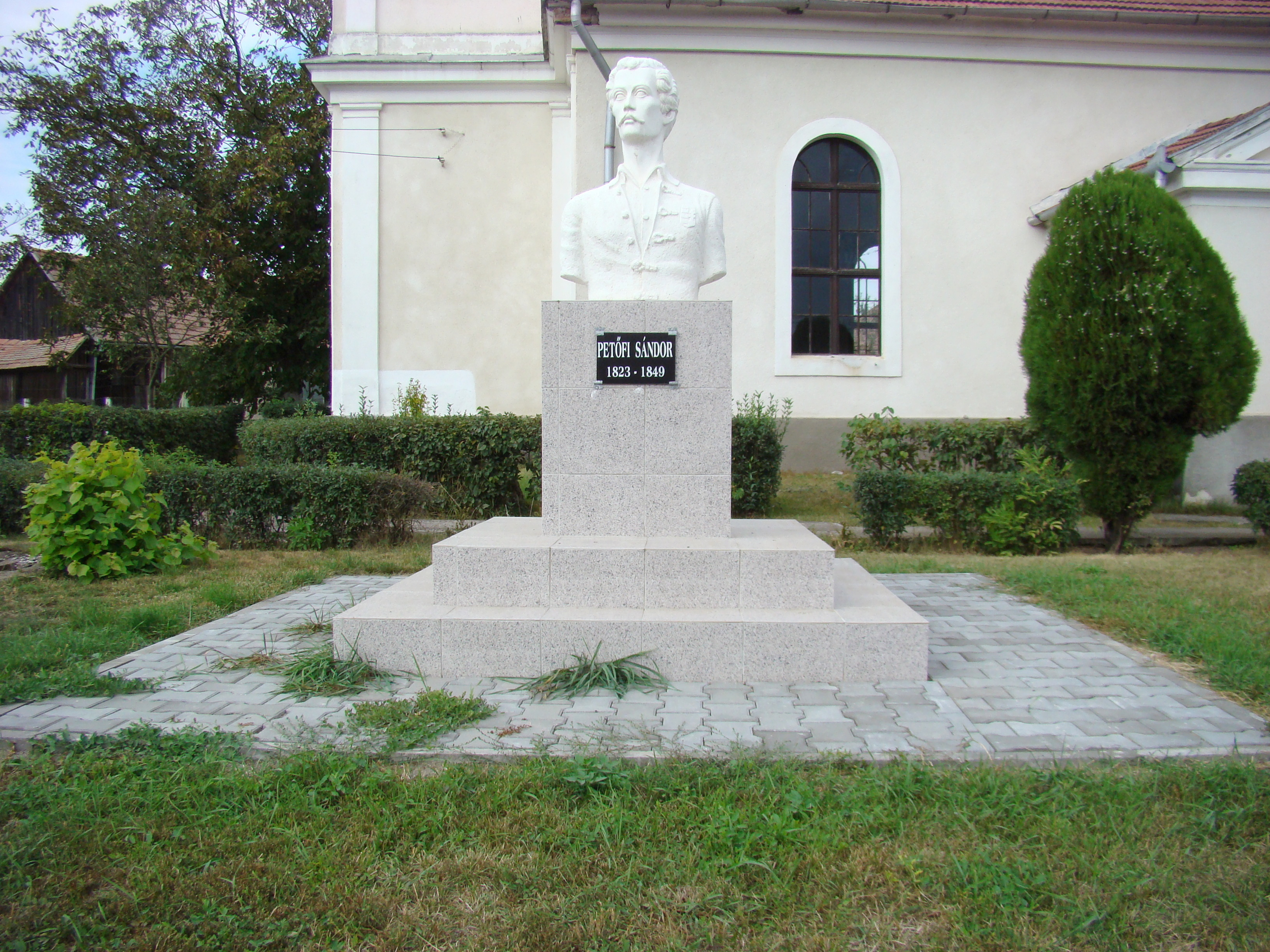
Bustul lui Sándor Petőfi
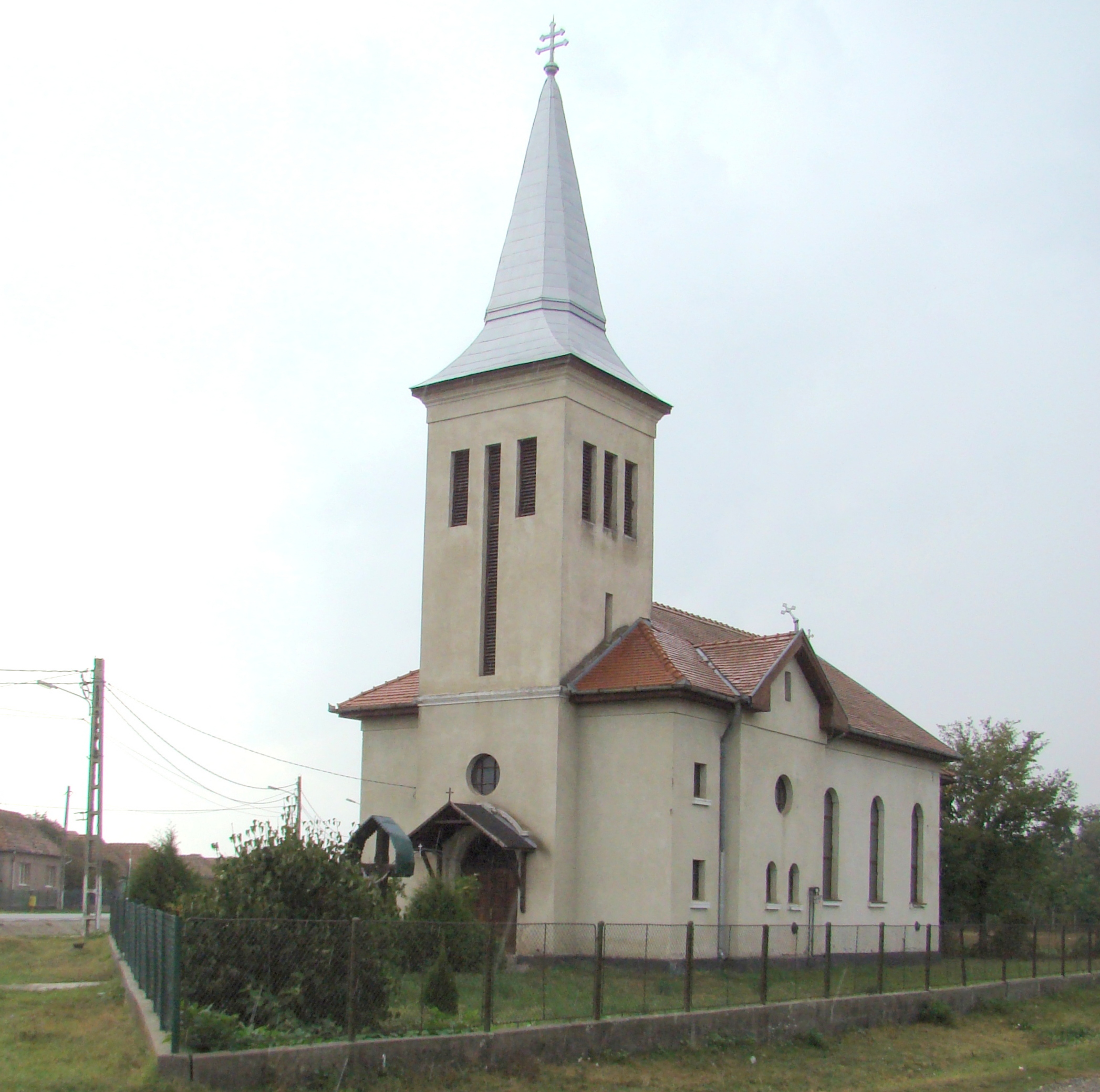
Biserica romano-catolică „Nașterea Preasfintei Fecioare Maria”
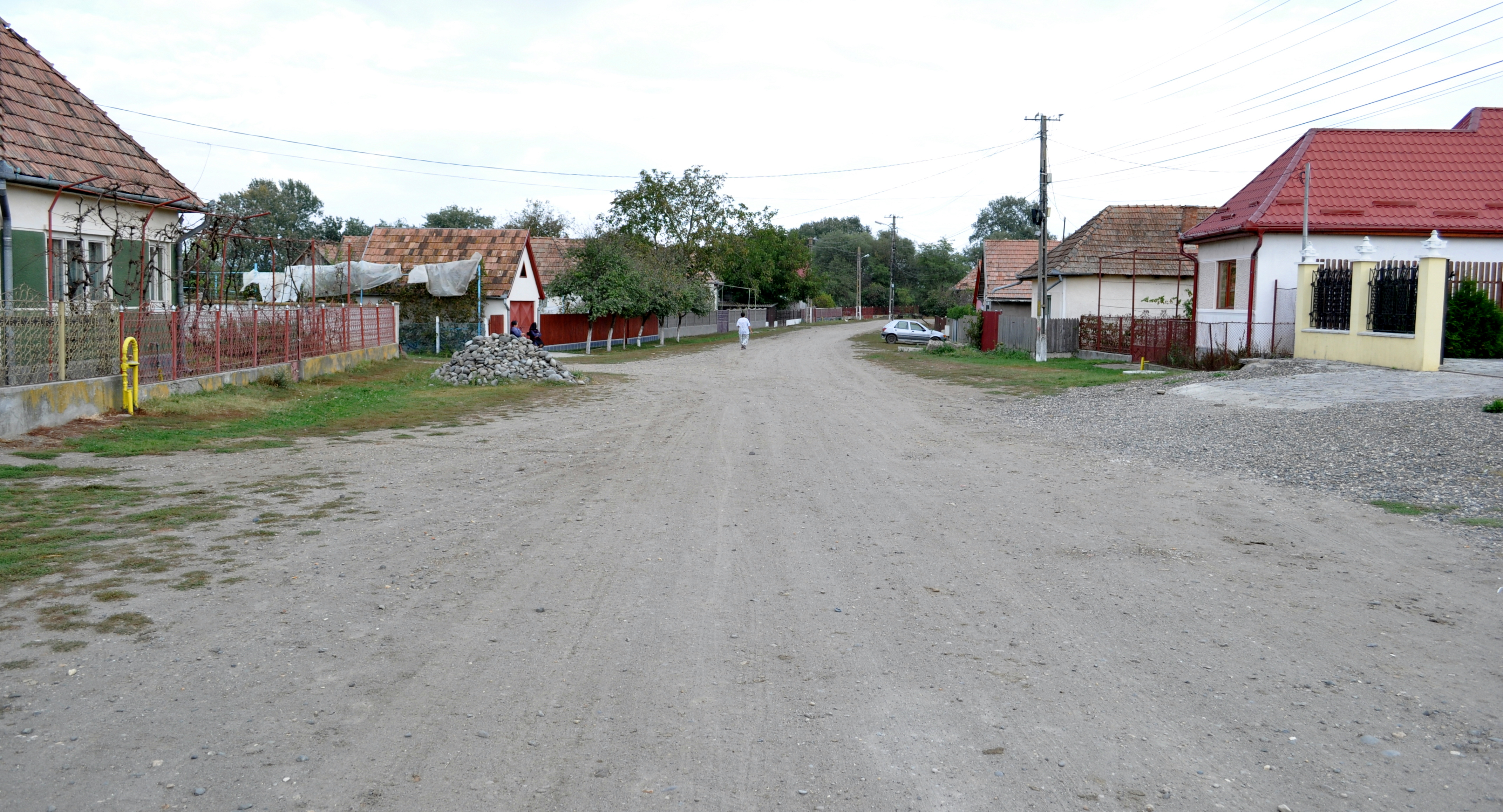
Ogra
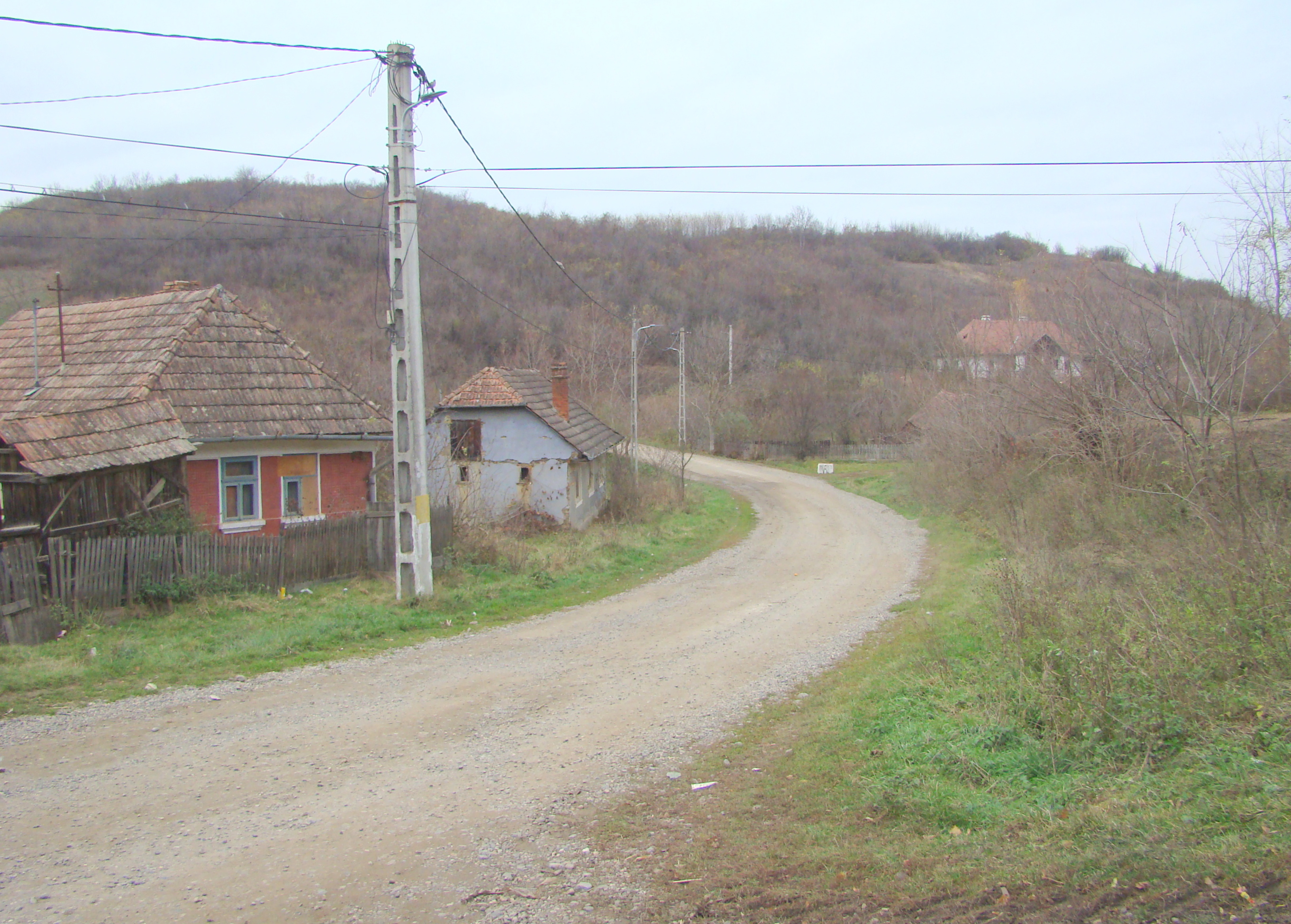
Dileu Vechi
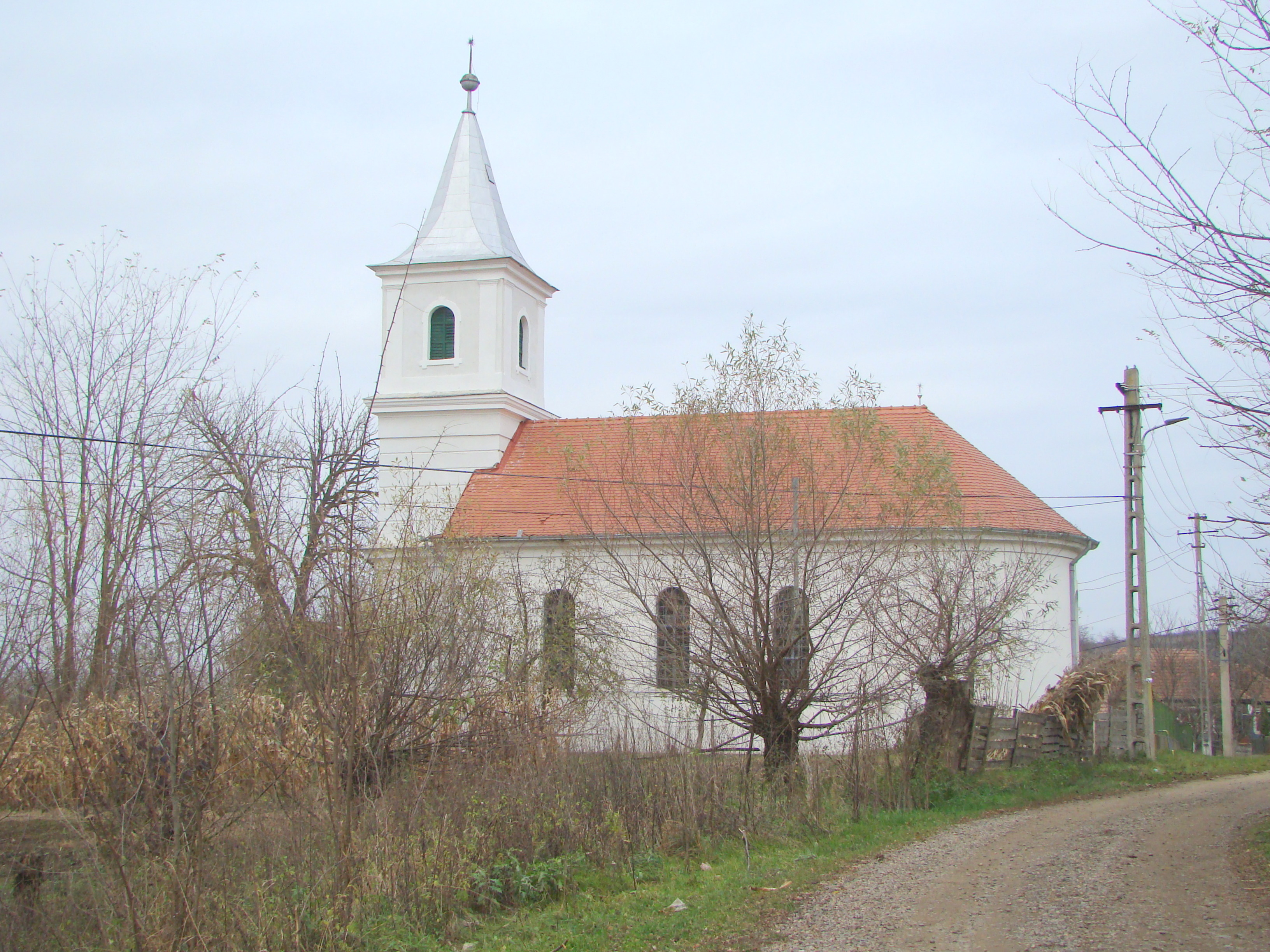
Biserica reformată (1908)
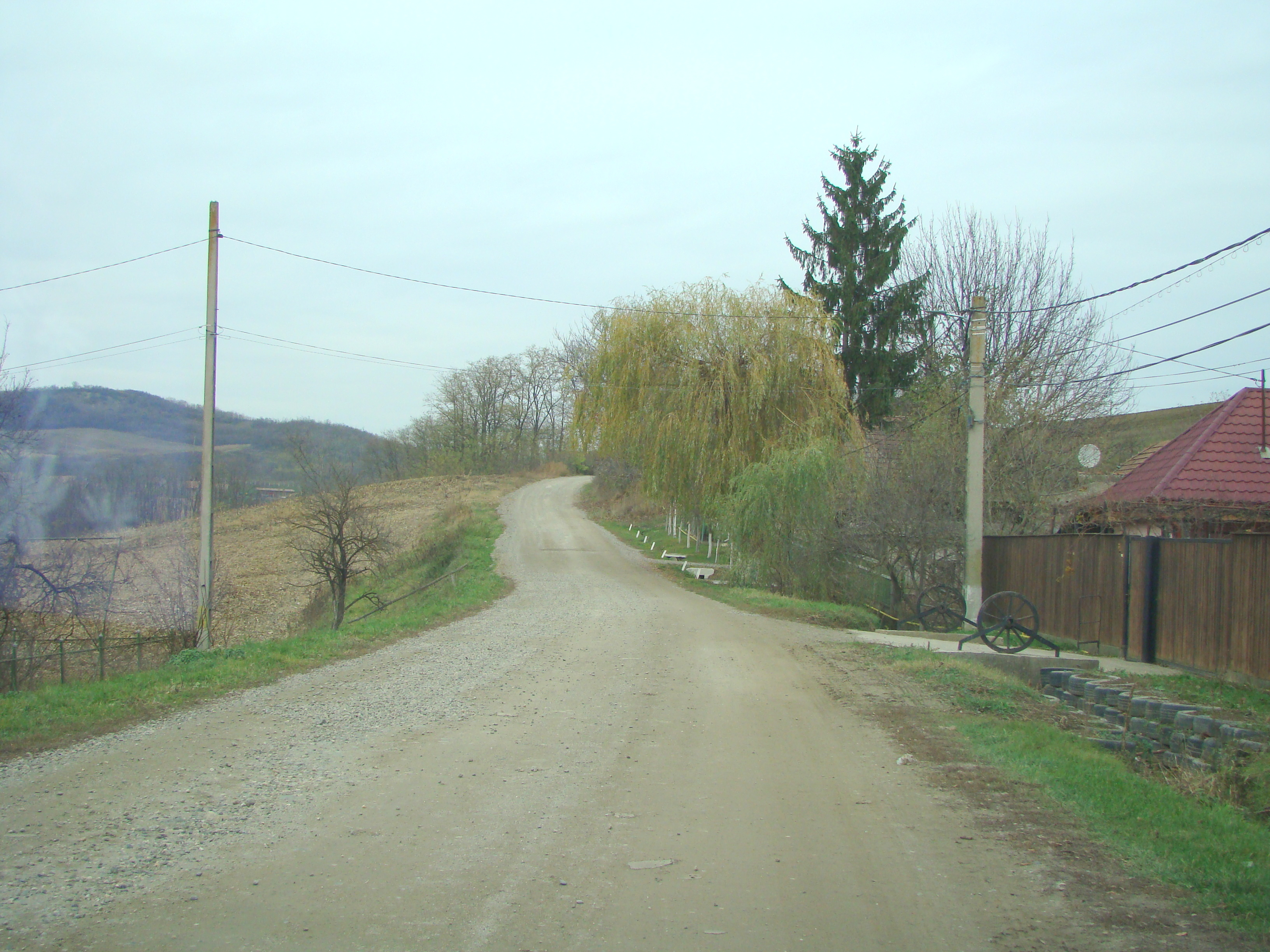
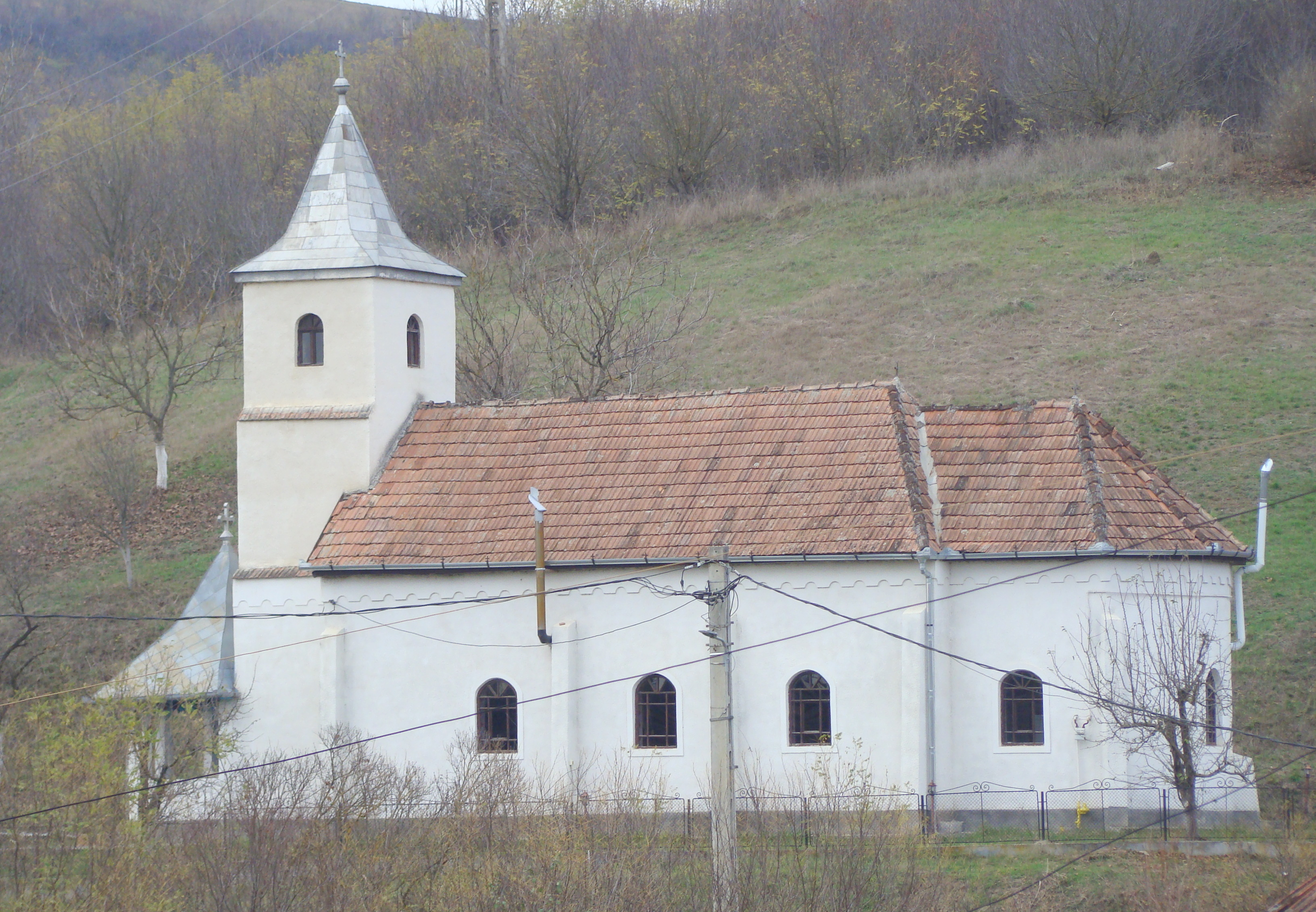
Biserica ortodoxă din satul Dileu Vechi cu hramul „Sfinții Arhangheli Mihail și Gavriil”
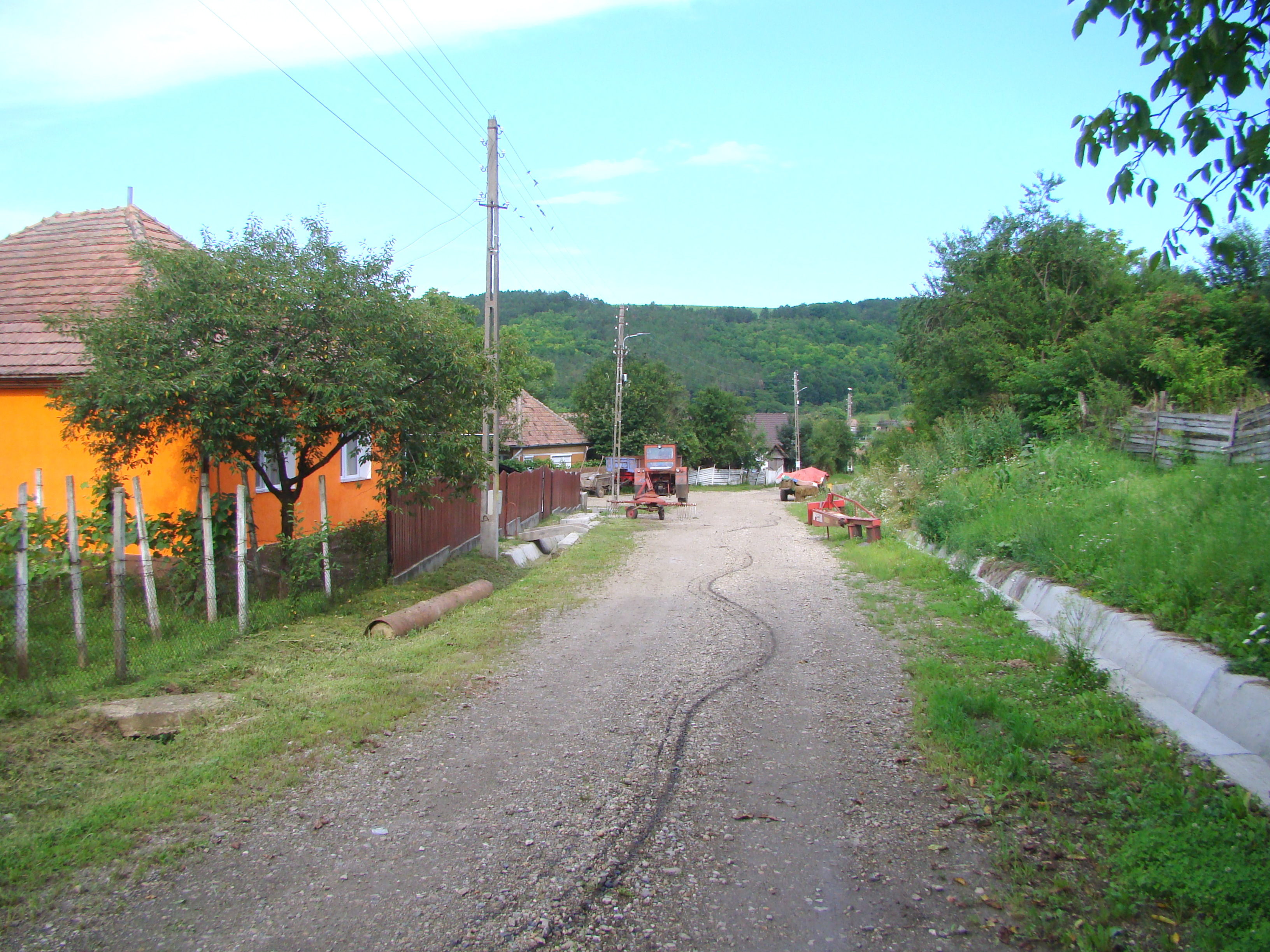
Giuluș
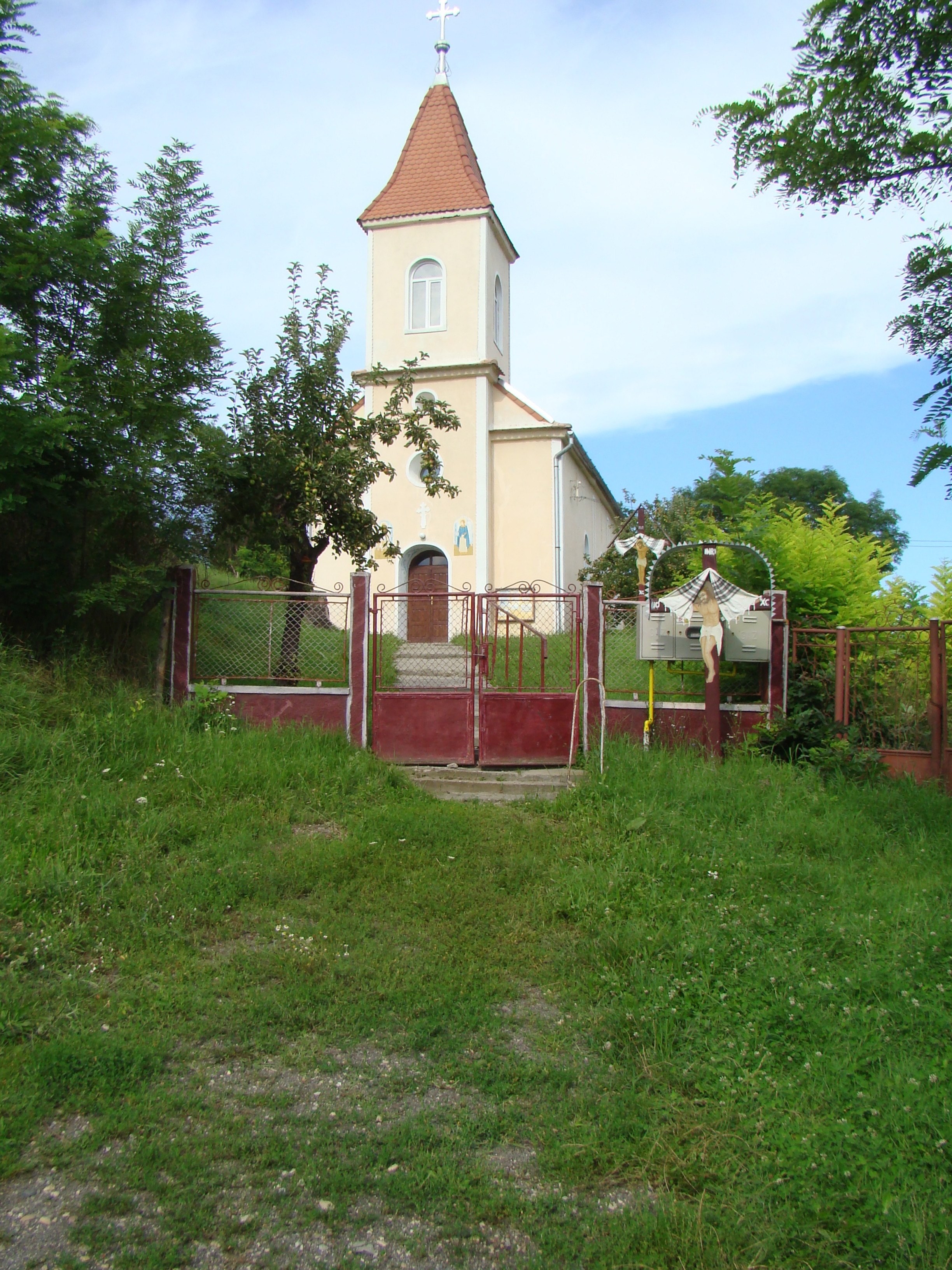
Biserica
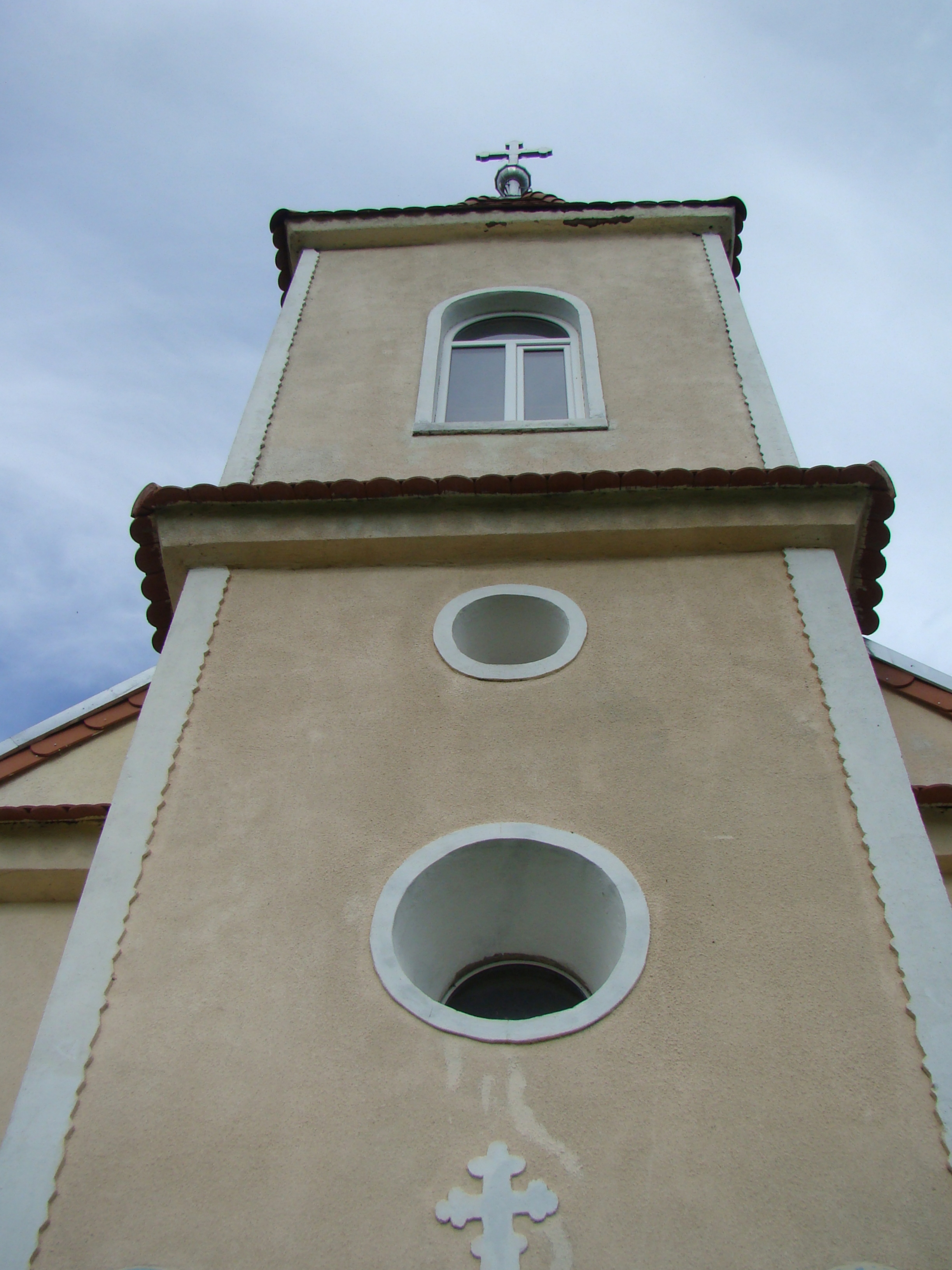
Turnul
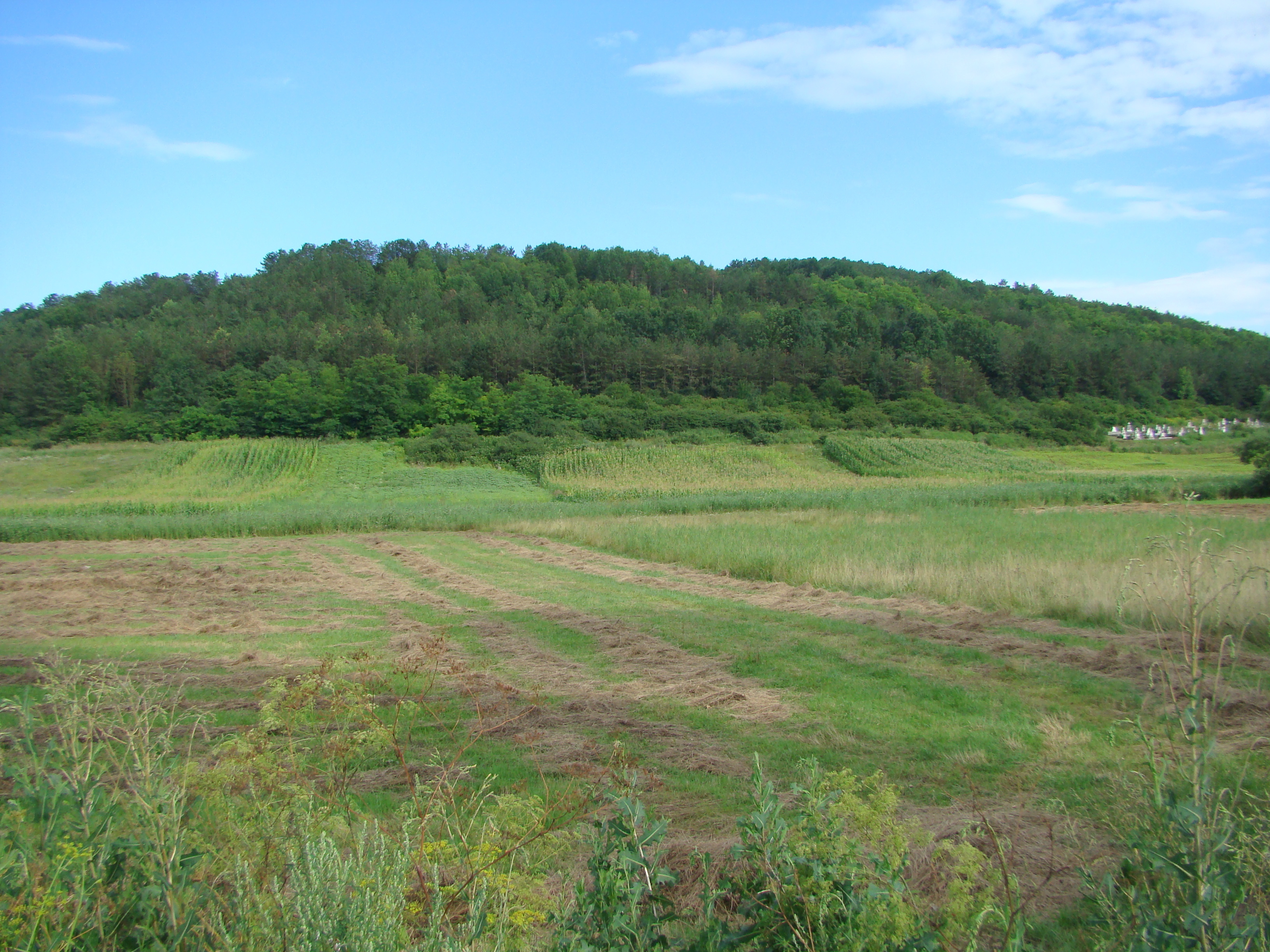
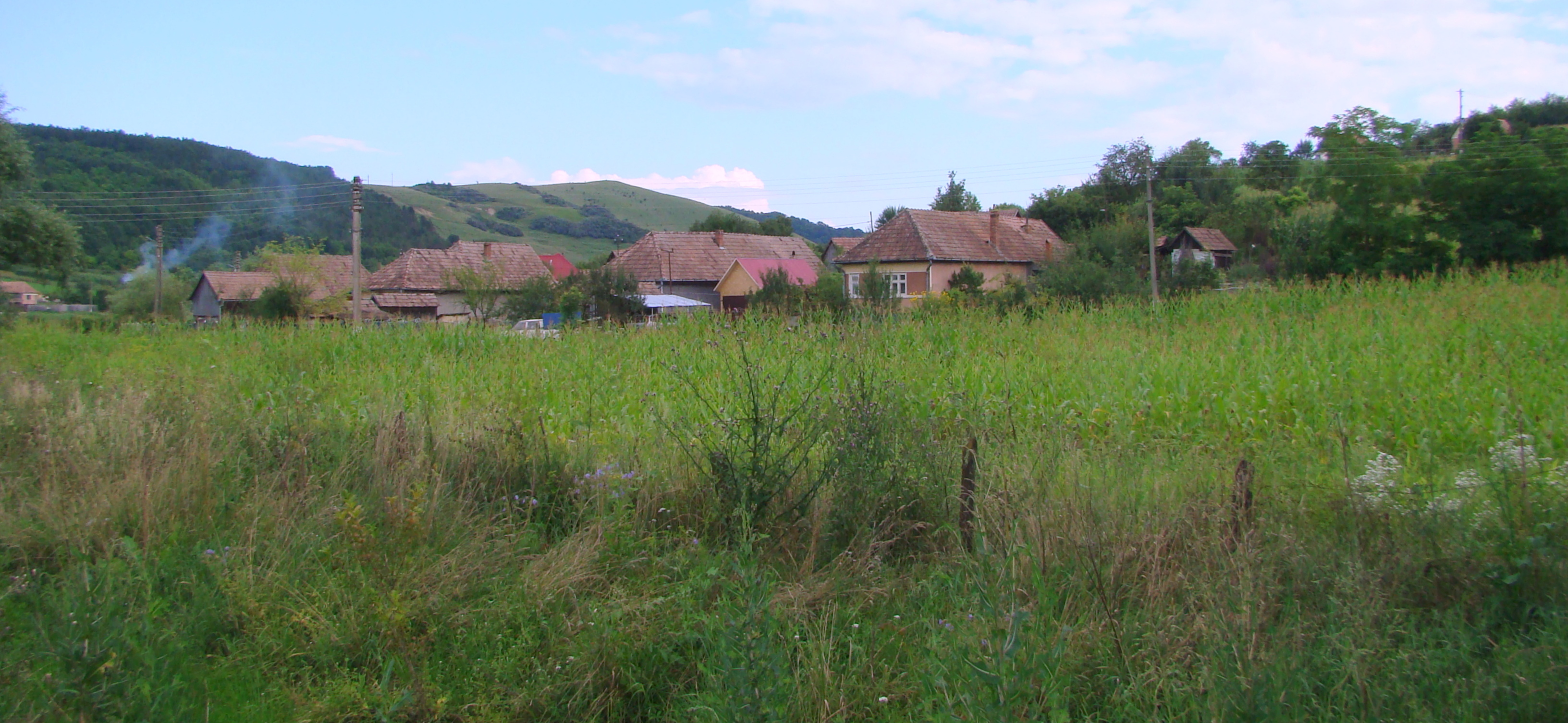
Giuluș
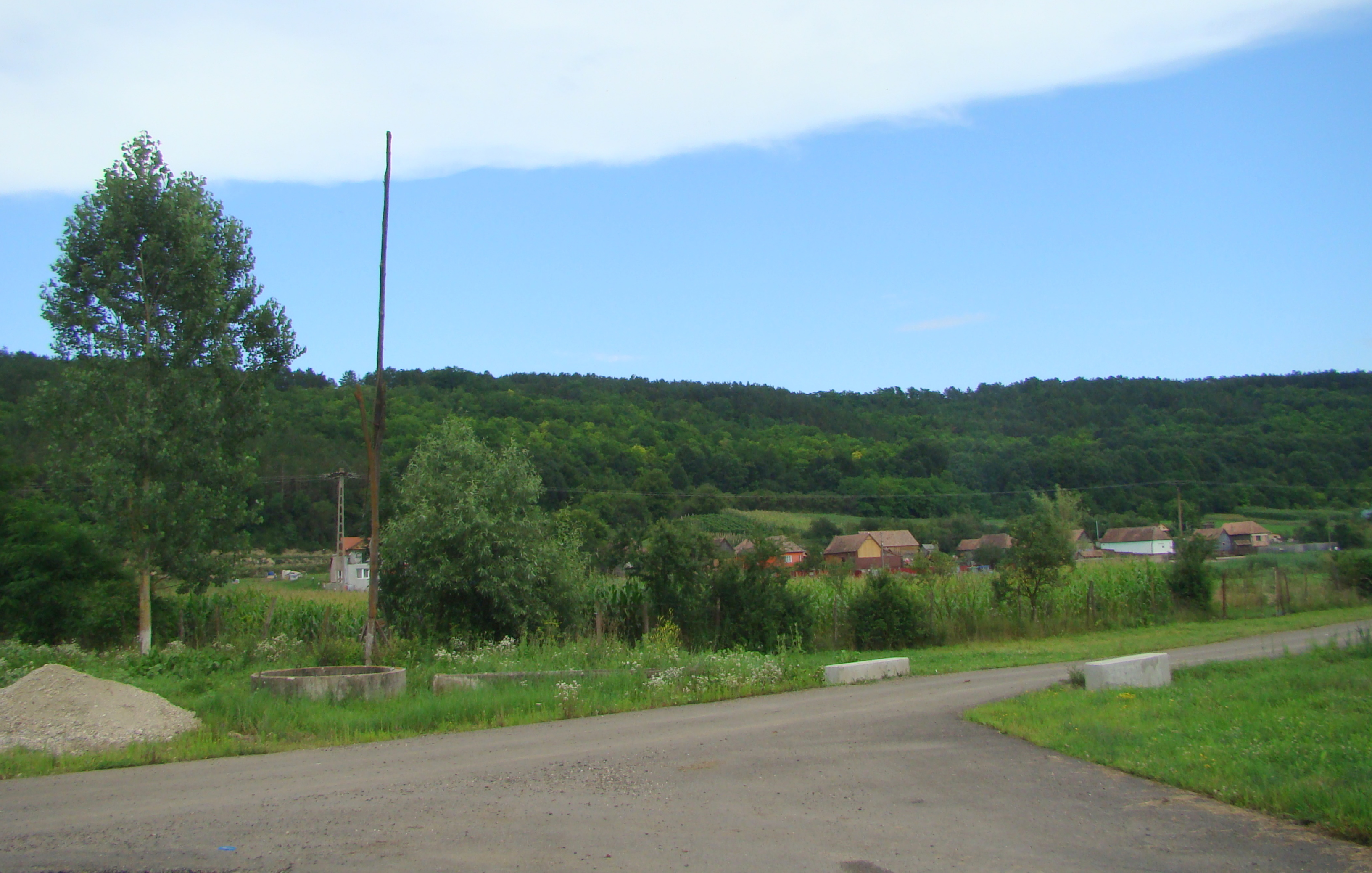
Giuluș
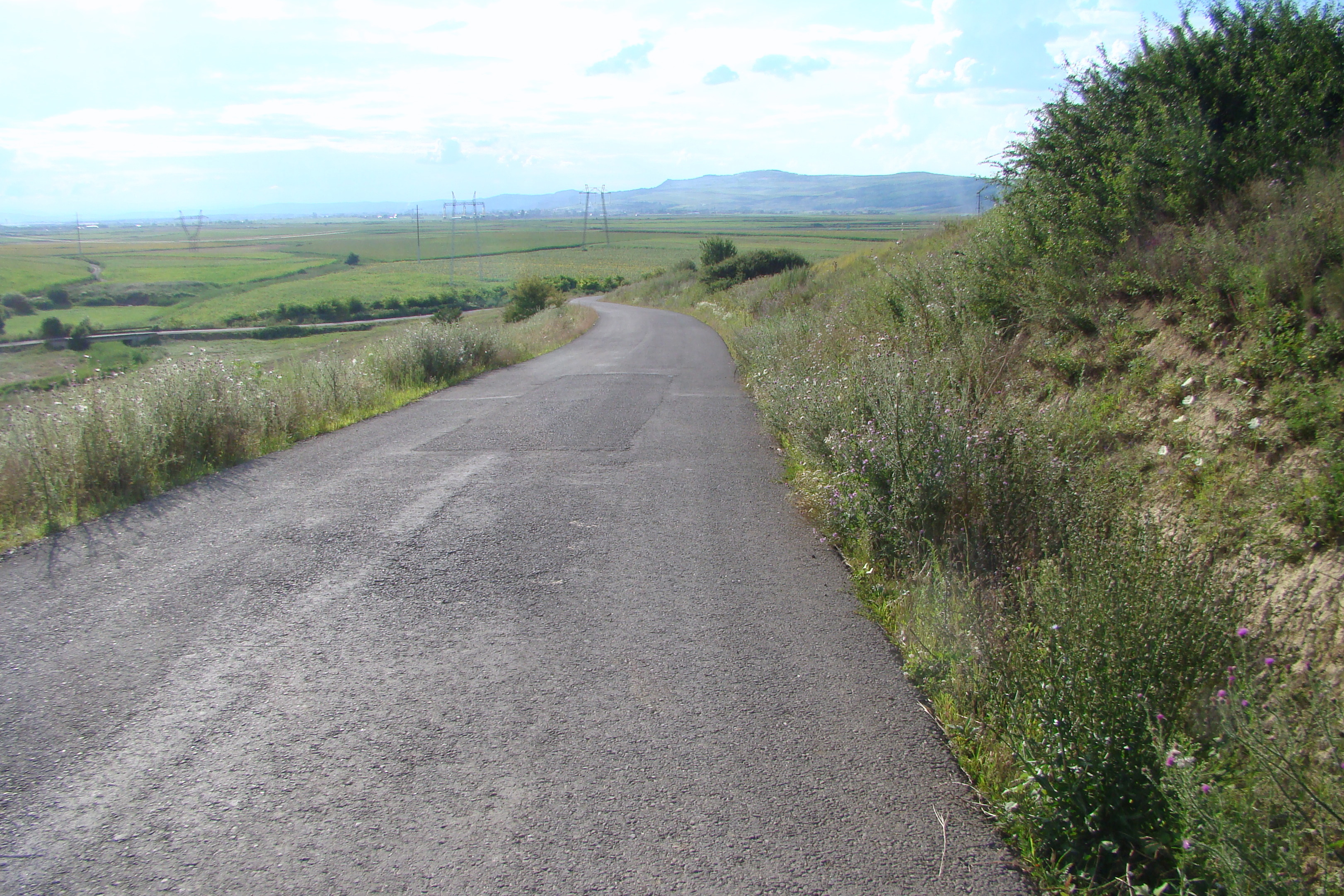
Drumul Ogra-Lăscud
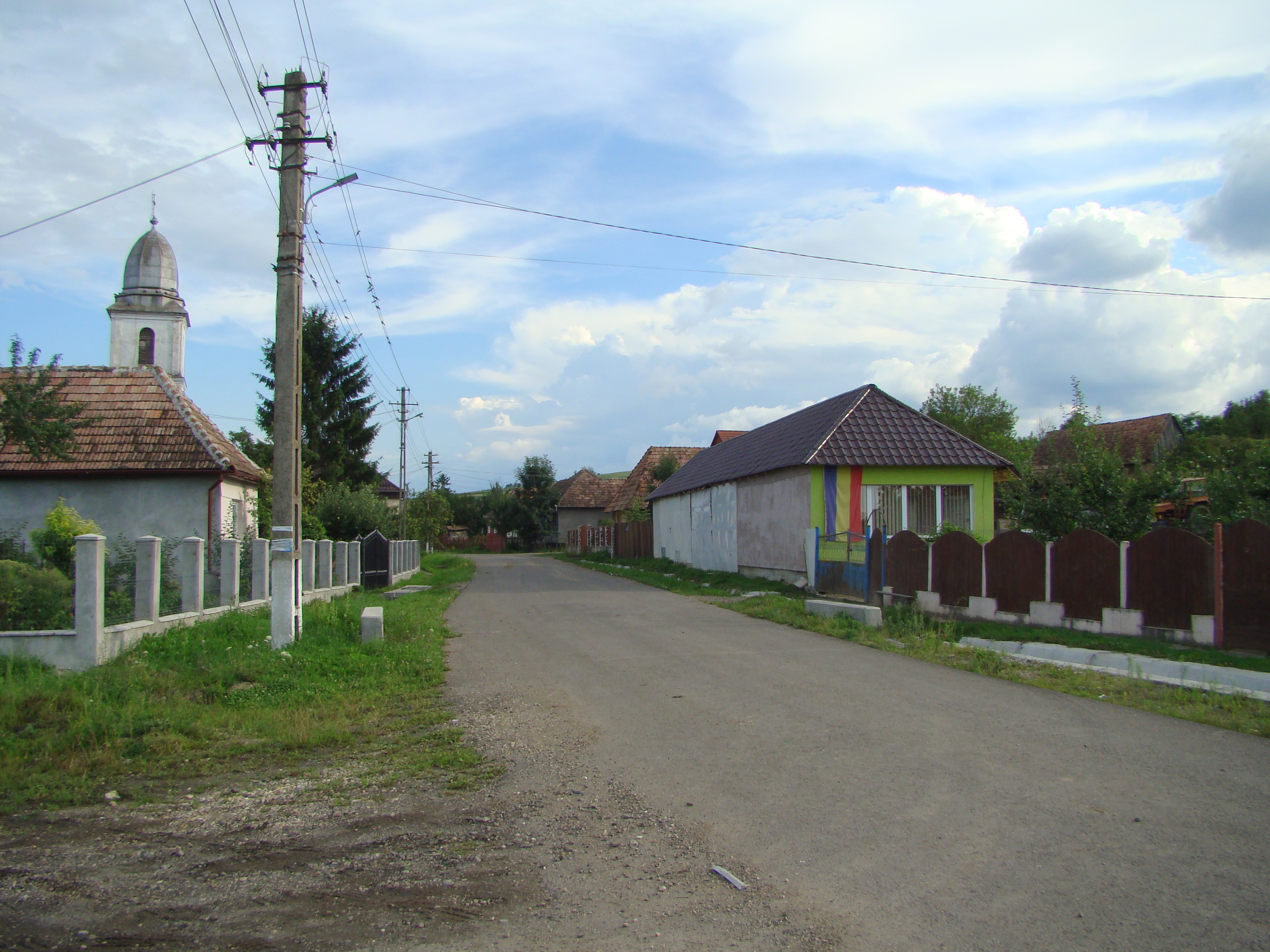
Lăscud
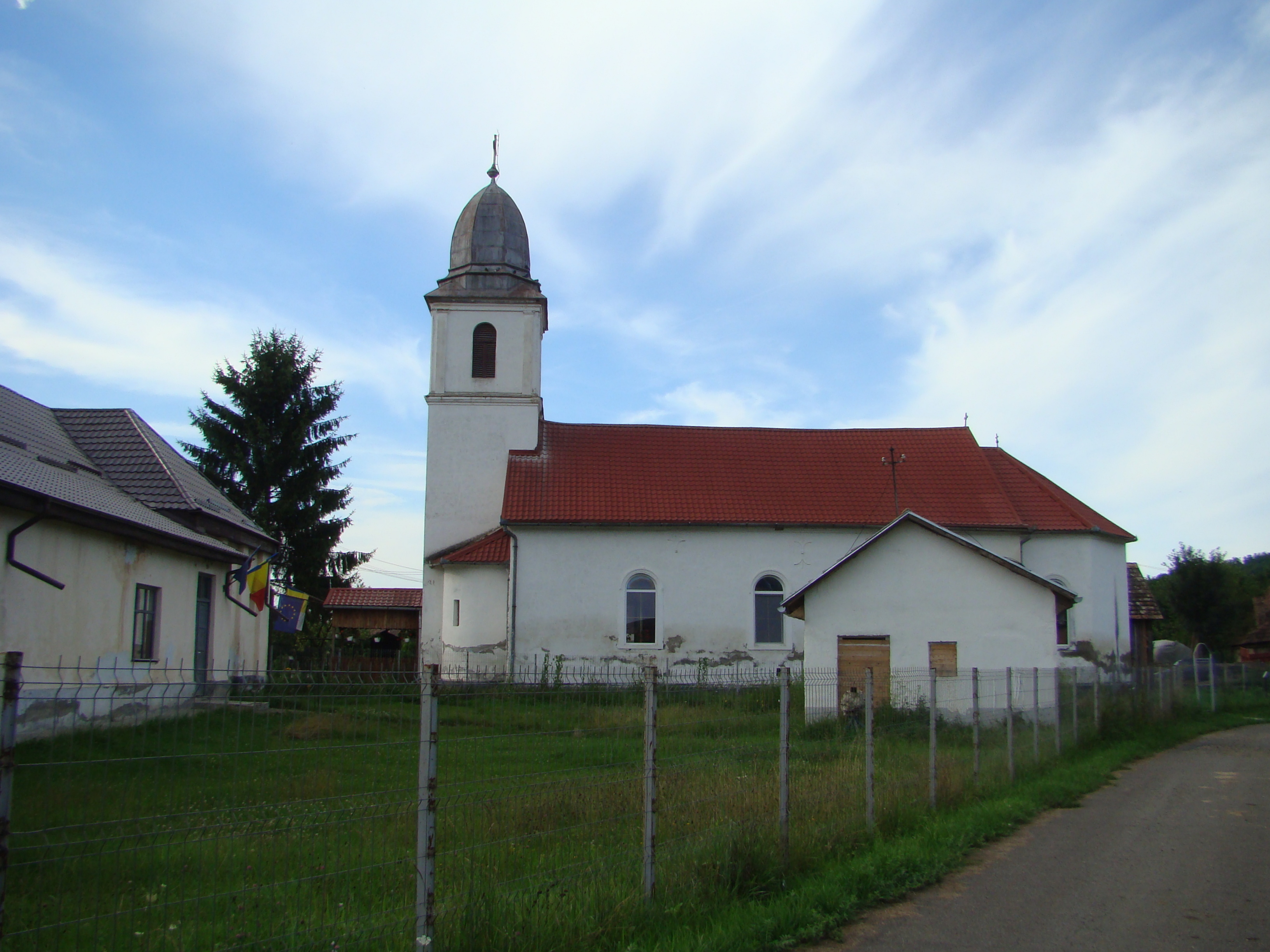
Biserica veche greco-catolică
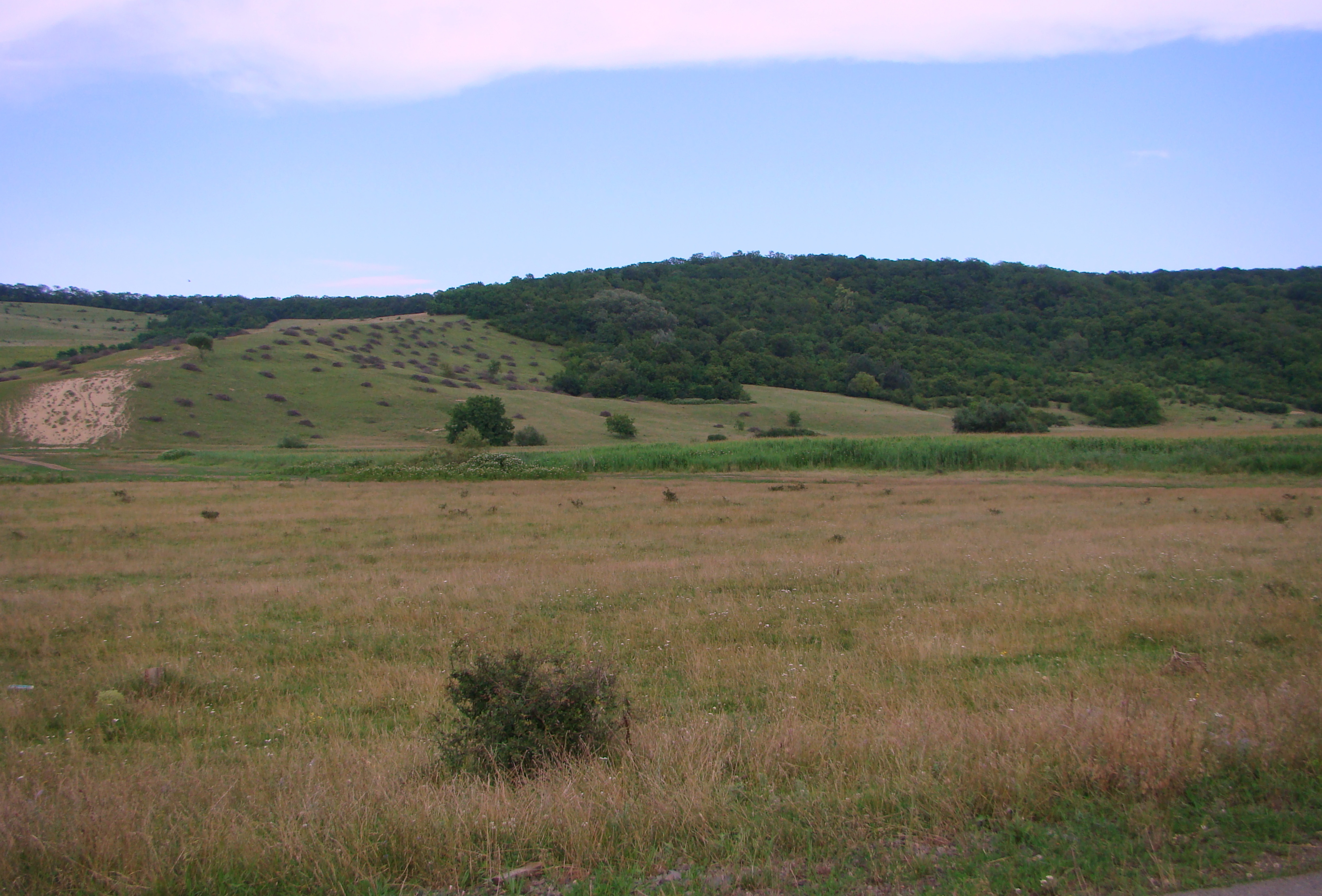
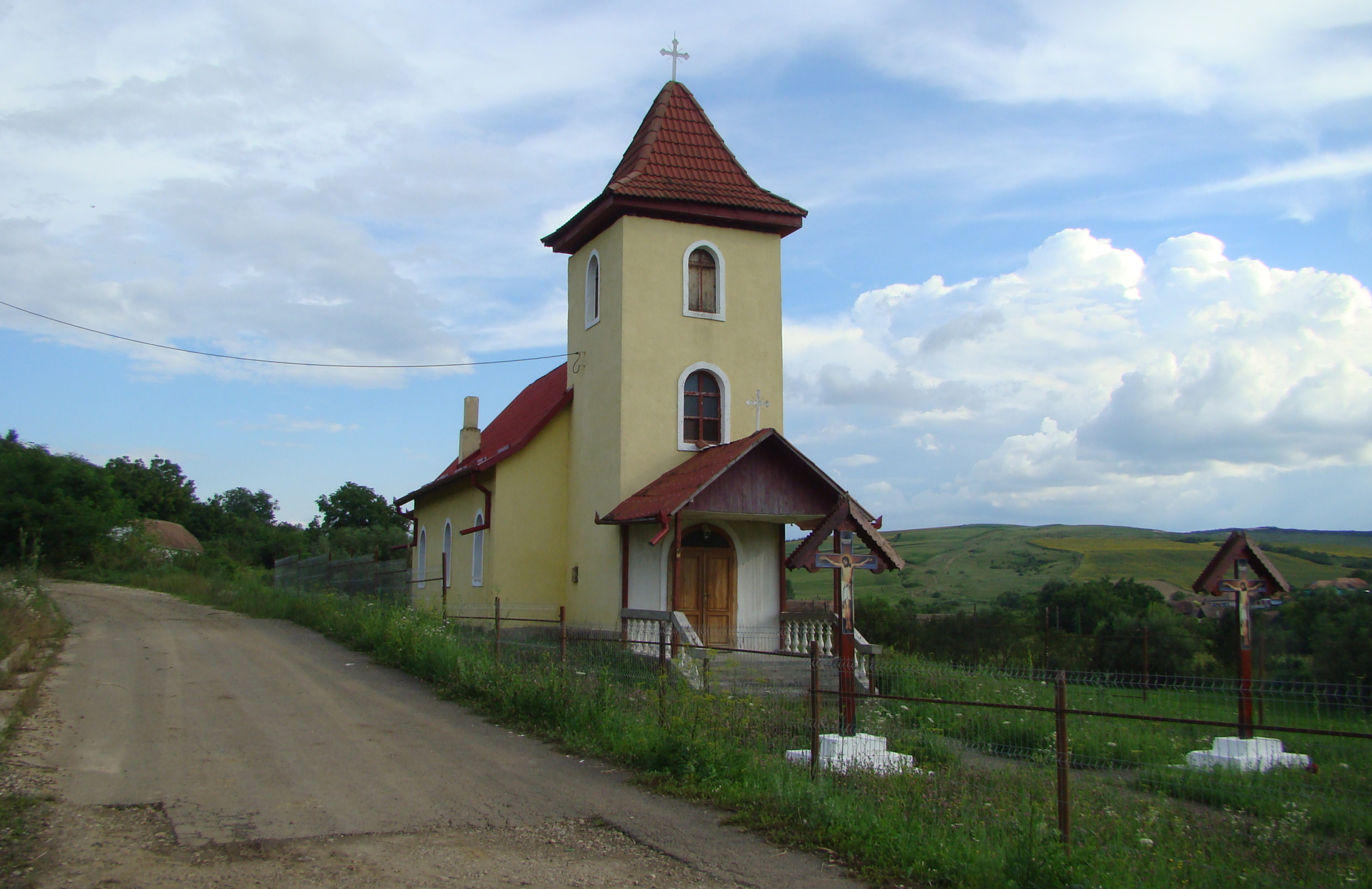
Biserica ortodoxă
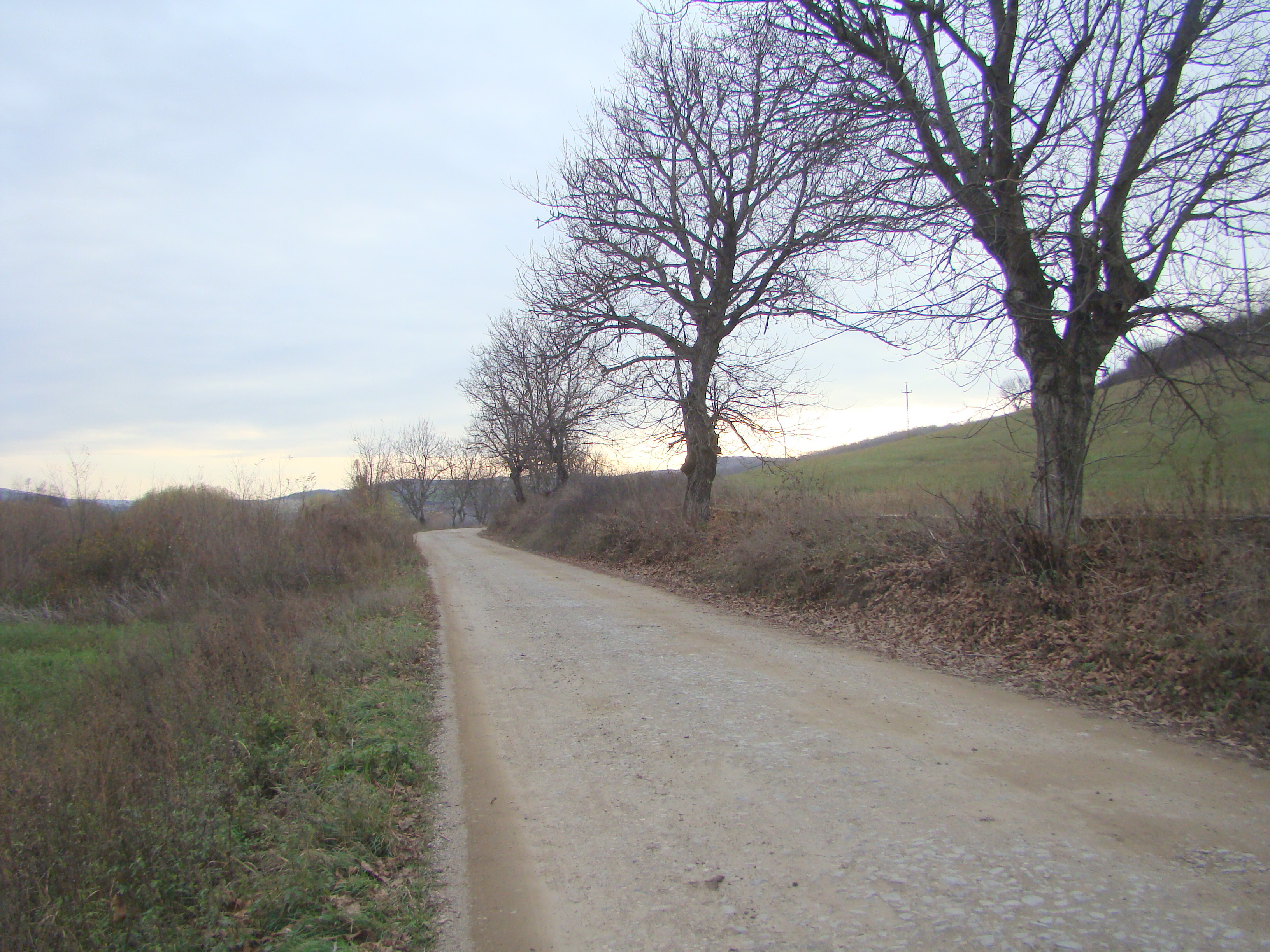
Drumul comunal spre Vaideiu
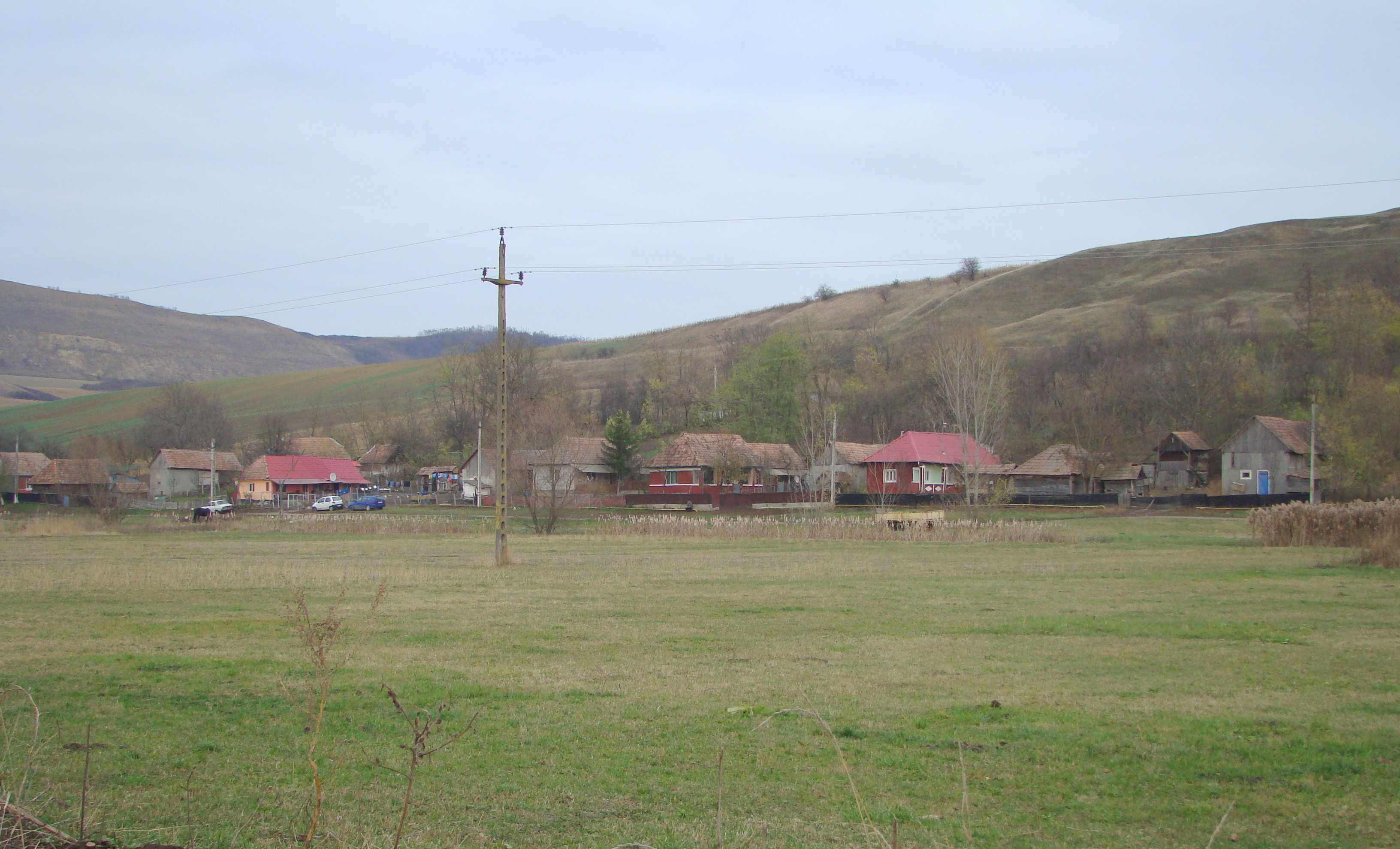
Vaideiu
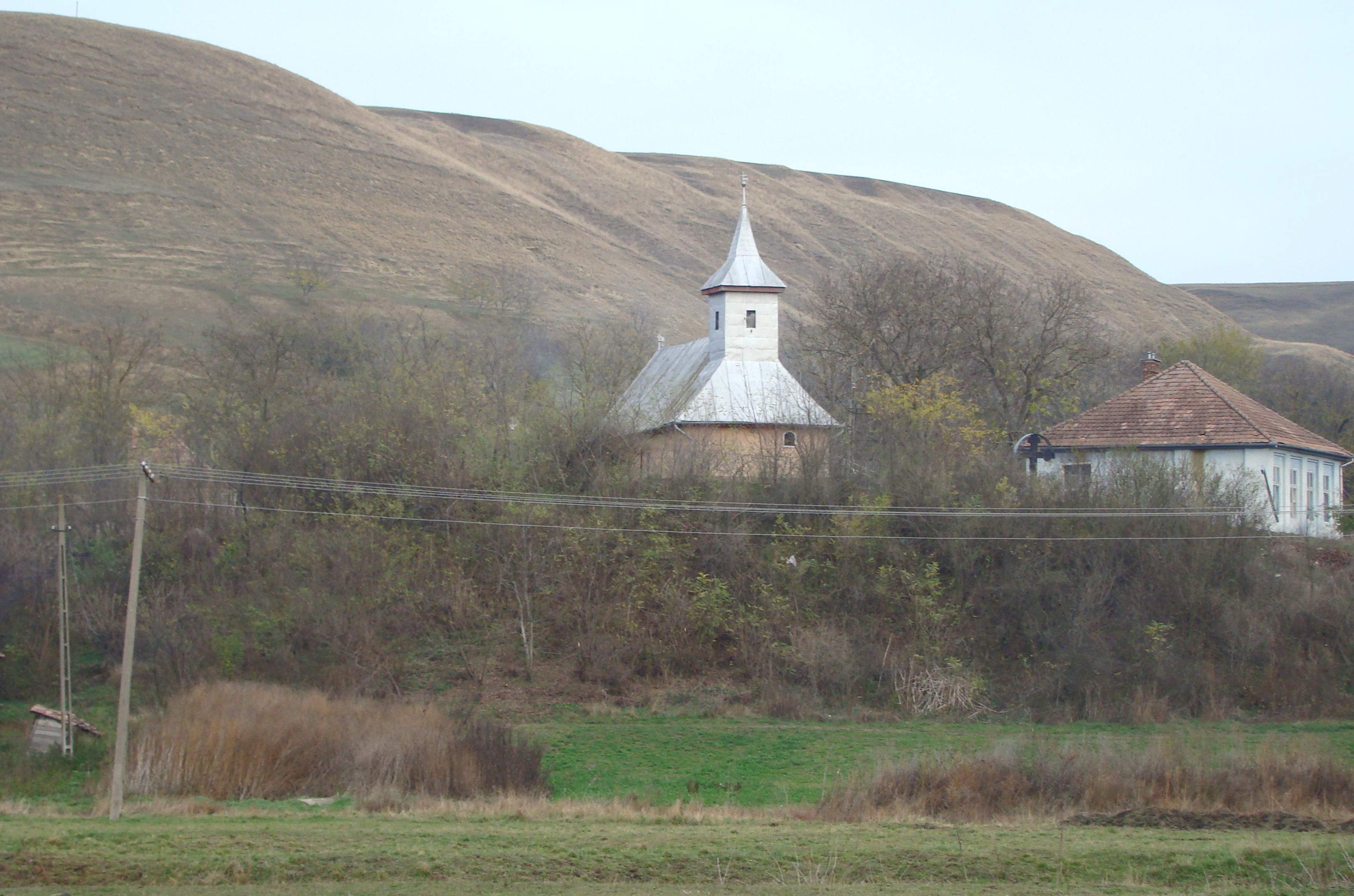
Biserica de lemn